# عبد الله بن محمد بن أبي دليم
عبد الله بن محمد بن عبد الله بن أبي دُليم، منْ أهْل قُرطُبة؛ يُكنّى أبا محمد.

## من أخباره
روى عن أسلم بن عبد العزيز وعمر بن حفص بن أبي تمام، وأحمد بن خالد ومحمد بن عبد الملك بن أيمن، وعثمان بن عبد الرحمن، ومحمد بن قاسم، وعبد الله ابن يونس، وقاسم بن أصبغ، ومحمد بن محمد الخشني وغيرهم. وكان نبيلاً في الحديث، ضابطاً لما روى، بصيراً بالإعراب. وأكثر الكتب التي سُمعت من أخيه محمد بخطه، وهو كان المتولى لقراءتها على الشيوخ، وولاه أمير المؤمنين الحكم المستنصر بالله قضاء إلبيرة وبجانة وأحكام الشرطة. وكانت له منه مكانة.

## وفاته
توفي في شهر جمادي الأولى سنة 351هـ في القصر بالمدينة الزهراء فجأة. وسيق إلى داره ليلا.